# SD70型柴油机车
EMD SD70系列柴油机车，是美国易安迪（EMD）于1992年开始推出的柴油机车系列产品，对标通用电气公司（GE）的Dash 9-44CW型柴油机车。 SD70系列柴油机车至今已经生产超过5,700台，其中SD70M和SD70MAC最多。 SD70全系列车型采用外走廊结构，配装C-C转向架，Co-Co 轴式，唯一特例是SD70ACe-P4，采用B1-1B轴式。
在SD70ACe和SD70M-2推出之前，所有SD70系列机车全部配装自转向HTCR径向转向架。径向转向架允许车轴在通过曲线轨道的时候有一定的偏转，从而减轻对车轮和钢轨的磨损。 EMD在SD70ACe和SD70M-2推出的同时，引入了新型无摇枕非径向HTSC转向架，并作为标准配置，以降低机车造价，但HTCR-4径向转向架仍然可以选配。
所有SD70ACe和SD70M-2机车在出厂时都配装Nathan Airchime K5LLA-R1L气喇叭，安装在高基座上。由于高度限制，SD70ACe-T4则配装K5LLA气喇叭，安装在低基座上，朝前，另有一组“双音调”K-13B气喇叭，安装在后头灯上，朝后。

## 车型

### SD70
最初的SD70并没有使用更宽敞现代的驾驶室，而是SD60上较小的标准驾驶室（spartan），这使得SD70与SD60非常像，唯一的区别就是SD70配装HTCR转向架，SD60则是HT -C转向架。另外一个外观区别则是两者的长度，SD60是71尺2寸，SD70是72尺4寸，SD70车架也比SD60高出大约半寸（13mm），所以SD70更高一点。 SD70采用直流（DC）牵引电机，没有计算机控制的逆变器（用于交流AC传动），所以机车电气系统较为简单。 SD70搭载了4,000马力（3,000千瓦）16缸EMD710柴油机。诺福克南方铁路（Norfolk Southern， NS）、Conrail（CR）、Illinois Central Railroad（IC）和Southern Peru Copper Corporation（SPCC）一共定购了122台SD70。1999年，Conrail的资产由诺福克南方铁路和CSX分拆，Conrail的24台SD70全部归诺福克南方铁路所有，这些机车除了涂装外，全部按照诺福克南方铁路的规格制造，编号为2557~2580.
EMD位于安大略省伦敦的工厂于1994年开始不再生产标准驾驶室。 Conrail的24台SD70是在位于Pennsylvania州Altoona市 的Juniata 车间（后归诺福克南方铁路所有）用散件装配起来的，IC和SPCC的SD70则是Super Steel Schenectady由散件装配。
目前诺福克南方铁路和加拿大国家铁路（1999年兼并了Illinois Central）所有用的SD70全部在役。 2017年2月份，诺福克南方铁路启动一项计划，将他们的SD70机车由直流（DC）传动改装为交流（AC）传动，同时换用全新的宽体驾驶室，外加其他一些升级。

### SD70M
SD70M带有宽鼻子和更大更舒适的驾驶室（官方称其为“北美安全驾驶室”），相比于老款标准驾驶室，乘务员的工作环境更加舒适。 SD70M的驾驶室有两个版本，第一个版本Phase 1首先在SD60M上推出，也是SD80MAC和SD90MAC的标准配置。第二个版本，Phase 2，与第二阶段SD90MAC、SD89MAC和SD80ACe通用，设计上比较方正，有点像SD60M早期设计，但不同的是，SD60M前风挡由3块玻璃组成，SD70M则与Phase 1相同只有两块玻璃，而且鼻子的设计更加方正，中间部分更高，提供更大的头部空间。
SD70M使用D90TR直流牵引电机，搭载710G3B柴油机，可提供109,000 lbf (480 kN) 的持续牵引力。
2000年之后生产的SD70M机车，散热器采用了SD45的阔口设计，可以安装分体冷却所需的更大散热芯。所谓分体冷却，就是将柴油机冷却液回路与空压机和增压器分开的设计。这款散热器有两个版本，旧版每侧有两个大散热器面板，新版则是每侧有4个小的方形面板。这一修改是响应美国环保署（EPA）第一阶段（Tier1）法规的规定。此外，SD70M也换用HTCR-4转向架，而不是以前的HTCR-1.
SD70M于2004年底停产，同时SD70M-2投产（EPA的Tier2法规与2005年1月1日生效）。 SD70M一共生产了1,609台，用户包括CSXT, New York Susquehanna & Western (NYSW; part of EMDX order no. 946531[4])， 诺福克南方铁路和南太平洋铁路（Southern Pacific SP，现在是联合太平洋铁路Union Pacific UP的一部分)，这其中联合太平洋占了绝大多数。
联合太平洋层一次定购了1,000辆SD70M（编号UP4000~4999），之后又追加定购了近500辆（UP3999往前和UP5000往后）
SD70M同时也提供出口，并且仍然位列EMD产品目录（4,300马力3,200千瓦）。 CVG Ferrominera Orinoco（委内瑞拉）有6辆，附加在联合太平洋的增配FIRE显示系统驾驶室的SD70M订单上一并生产。 Companhia Vale do Rio Doce (CVRD，巴西)有55辆，用于在Carajas运送铁矿石，这些车也配装了专为CVRD的1,600mm轨距设计的HTSC-2转向架。

### SD70I
SD70I是SD70M的一个版本，其驾驶室通过橡胶垫圈与车架隔离（官方称之为"WhisperCab"），可阻挡柴油机的噪音和震动传递到驾驶室。该型车在驾驶室与车体（长端，long hood）连接的接缝部位能看到缝隙。 SD70I一共生产了26台，全部在加拿大国家铁路服役。 "WhisperCab"设计在部分SD70MAC以及后续车型中均有才有。

### SD70MAC
SD70MAC（常称为“Mac”或“70 Mac”）与SD70M和SD70I非常像，主要区别是SD70MAC使用交流牵引电机。 SD70MAC于1993年投产，竞争对手为通用电气GE的AC4400CW。相比于直流电机，交流电机虽然结构更简单，也更可靠，但需要昂贵的逆变器来产生变频交流信号，大大提高了机车造价。多数SD70MAC搭载4,000马力（3,000千瓦）的710柴油机，后期提高到4,300马力（3,200千瓦），采用SD45的阔口散热器。阿拉斯加铁路公司订购的SD70MAC加装了机车供电发电机，使它也可以担任客运牵引任务，该配置为阿拉斯加铁路独有。与SD70M一样，SD70MAC配装HTCR-4转向架，而不是HTCR-1.
因为EPA法规的关系，SD70MAC已经停产，取而代之的是SD70ACe。 SD70MAC一共生产了1,109台，用户包括Burlington Northern Railroad (现在是BNSF 的一部分, BNSF, Conrail (SD70MAC现归CSX所有), CSX Transportation, Transportación Ferroviaria Mexicana (TFM; SD70MAC现归Kansas City Southern Railway (KCS)所有), and the阿拉斯加铁路（ Alaska Railroad）.

### SD70ACe
SD70ACe是SD70MAC的继任产品，美国和加南大分别在2004~2014,2004~2012年生产过该型车，最初设计满足EPA Tier2法规，从2012年开始符合Tier3法规。 SD70ACe搭载16-710-G3C-T2000柴油机，4,300马力（3,200千瓦），后期Tier3时升高到4.500马力（3,400千瓦）。持续牵引力157,000 lbf（700 kN），启动牵引力191,000 lbf（850 kN），制动牵引力106,000 lbf（470 kN）。
SD70ACe机械结构与早期的SD70相同，但前者采用了新的底架，并且底架上方也使用了新的金属板材。电气管路重新布置，方便维护。 SD70ACe的散热器继承了SD80和SD90的设计，几乎与驾驶室一样宽，车体中部发动机罩比驾驶室顶矮一截，电阻制动移到车体后部。驾驶室采用SD90MAC-H后期的设计，矩形风挡玻璃，与之前各型SD70M以及SD70MAC的两个版本驾驶室均有明显不同。 BNSF铁路公司因为非隔离驾驶室过度震动，而限制非隔离驾驶室车型做本务（列车第一台机车），2008年，EMD将SD70I的隔离驾驶室设计作为标准配置。
SD70ACe的用户包括ArcelorMittal, BNSF , 加南大国家铁路Canadian National Railway, CSX Transportation, Ferromex, Kansas City Southern Railway, Montana Rail Link, 诺福克南方铁路Norfolk Southern Railway, CVG Ferrominera Orinoco, 联合太平洋Union Pacific Railroad, Quebec North Shore and Labrador Railway, BHP Billiton, shortline Arkansas and Missouri Railroad.
2012年，EMD层建造过称为SD70ACe-P6的车型，造了4辆，与普通的SD70ACe不同的是，这些车每根车轴都有一台独立的逆变器，而不是每台转向架的3根车轴共用一台逆变器。这4辆车作为试验车卖给了加拿大国家铁路，编号为8100~8103，全部喷涂了公司涂装。其中8103更换涂装较晚，直到2015年底才发现更换了涂装。
2014年，EMD曾向BNSF交付了20台AD70ACe-P4车型，编号为8500~8519。该车型为6轴4电机设计，采用B1-1B轴式，与通用电气GE的ES44C4竞争，后者采用A1A-A1A轴式，也是6轴4电机设计。 EMD还有两台SD70ACe-P4作为试验车租给Tacoma Rail，租期为5年。
2015年1月1日，美国环保署EPA的Tier4法规生效，EMD无法通过改进二冲程710系列发动机满足该法规，从而使得只能满足Tier3法规的SD70ACe无法在美国使用。 EMD 在位于墨西哥境内的Bombardier's Ciudad Sahagun继续生产SD70ACe，交付给Ferromex（4100-4118），Ferrosur（4119-4133），以及Kansas City Southern de Mexico (4200-4224)，这些车仅限于墨西哥境内运行，不可以穿过美墨边境，与加南大国家铁路最新的Tier3排放通用电气ES44AC仅限于加拿大境内运行，不可以穿过美加边境一样。 2014年是EMD生产搭载Tier3排放710柴油机的SD70ACe的最后一年。之后该车型被SD70ACe-T4替代。
2016年3月份，EMD将诺福克南方铁路的1000号SD70ACe上测试HTCR-6转向架。之后联合太平洋和BNSF也计划在他们的部分SD7ACe上测试这款转向架。
联合太平洋在2014年和2016年格外接收了273台SD70ACe，这些车被标识成SD70AH，其中的H为重，Heavy。因为这些车的自重增加到428,000磅，原版ACe是420,000磅。
2017年10月19日，德克萨斯州San Antonio市，联合太平洋正式推出1943号机车，联合太平洋精神“Spirit of the Union Pacific”，该车原本是9026号SD70AH。该车用于纪念二战期间联合太平洋铁路赞助的同名B-17轰炸机。

### SD70M-2
SD70M-2是SD70ACe的直流传动版，几乎与SD70ACe相同。该型车于2005年投产，搭载16-710G3C-T2柴油机，4,300马力（3,200千瓦）。
SD70M-2销量不大，因为这期间主流大型铁路公司都开始采购交流传动车型，所以最终只生产了331台。其中加拿大国家铁路采购109台，诺福克南方铁路采购130台。 Florida East Coast Railway分别从Electro-Motive Diesel 和CIT Financial 租赁了8台和3台SD70M-2，租期截止到2015年初。加拿大国家铁路的CN8964，于2010年12月制造，是最后一辆SD70M-2，也将可能是最后一辆直流机车，因为一向坚持使用交流车的加拿大国家铁路和诺福克南方铁路，也开始接收交流机车。

### SD70ACe-T4
SD70ACe-T4是符合Tier4排放法规的SD70ACe。第一辆于2015年夏季下线，并与2015年10月3日~4日周末在明尼苏达州Minneapolis矩形的Railway Interchange Expo上首次亮相。它搭载了全新的4冲程EMD 12-1010柴油机，V12缸，单缸排量1010立方英寸。这款柴油机采用一组由3个涡轮增压器组成的两级增压系统，一个一级高压涡轮和两个二级低压涡轮增压器分别在中低转速和中高转速发挥作用，其结果是在更宽的转速范围内提供更高的功率、更高的燃料效率和更低的排放。此外还有EGR系统，允许柴油机在不适用尿素后处理的情况下满足Tier4排放。另一个新功能是双壁燃料喷射系统（ Double-Walled Fuel Injection System），可以一提高安全性，并简化维护工作。这款新发动机能够输出4,600马力，但最终只有4,400马力用于牵引列车。
SD70ACe-T4的车载电脑采用了新的控制程序，并且采用SD70ACe-P6的设计，即每根车轴使用独立的逆变器，EMD称之为独立轴控（Individual Axle Control）。这样一来，SD70ACe-T4的启动牵引力达到200,000 lbf. (889.64 kN.)，与6000马力的SD90MAC-H持平，持续牵引力达到175,000 lbf. (778.75 kN.) ，超过了SD90MAC-H的165,000 lbf；电制动牵引力为105,000 lbf. (467.25 kN.)。独立轴控性能更强的同时，可靠性更高，维护更简便。该车型也配装了径向转向架，改善附着力和乘务员乘坐体验。
SD70ACe-T4虽然是SD70家族中的一员，但几个新功能让它与其他车型有明显区别，比如带震动隔离的传动系统，发电机启动能力。此外，驾驶室再次重新设计，让人想起早期的SD70M，回归最初出现在FP45上的泪珠（teardrop）风挡设计，配装转向架，车架更长(76 ft. 8 in / 23.37 m)，散热器更长，带3个风扇（以前是两个），长端顶部线条也更加圆滑。
EMD首先在印第安纳州的Muncie建造了15台作为演示，联合太平洋是第一个订购该车型的用户，车号为3012~3014，第一台量产的SD70ACe-T4在2016年11月初开始服役。
联合太平洋将会接收100台SD70ACe-T4，其中起初作为演示的12台SD70ACe-T4已经登记为3000~3011。另外88另车将编号为3012~3099。其中3012~3056在墨西哥的Sahagun市的 Bombardier制造，在印第安纳州的Muncie将在完成 8997~9096的Tier4信用SD70ACe之后开始生产3057~3099。联合太平洋的这些SD70ACe-T4都将标识为SD70AH，原因与前文所述的273辆SD70AH相同。
Progress Rail Services将保留EMDX 1501作为实验平台， EMDX 1603 1604这两辆SD70ACeP4-T4（6轴4电机）给BNSF做演示车。
截止到2018年8月份，诺福克南方铁路已经下单订购10辆SD70ACe-T4，但交付日期未知。
但据最新消息，SD70ACE-T4因各种发动机故障，联合太平洋公司已将那100台机车封存，直到EMD给出合理的解决方案。

### SD70ACe/LCi
SD70ACe/LCi是SD70ACe的低高度出口版本，LCi代表国际低高度，因为这些机车需要适应采矿设备的有限空间。该型车与普通SD70ACe的外部差异，包括增加标记灯，车号牌从风挡上方移到鼻子前，增加风挡护板（当机车位于列车中间的时候竖起来挡住风挡放置被飞石击中），灭火罐，百叶窗式通风口，气喇叭以及扶手等。
2004年BHP Billiton（澳大利亚）定购了首批14辆SD70ACe/LCi，用于在西澳大利亚Pilbara地区牵引铁矿石列车。 2015年他们一共有23辆SD70ACe/LCi，还有142辆2014年新造的142辆标准版SD70ACe。
第一辆SD70ACe/LCi（4300号）是作为零件购买，在抵达澳大利亚之后便拆解。这样做是因为购买整车要比单独购买零件更便宜。第一批SD70ACe/LCi（4301~4313）于2004年订购，并以BHP的各个侧线命名。因为这些车没有后续批次车型的隔离驾驶室，所以与供应商交换了新款驾驶室车型。
第二批机车（4314~4323）在2006年8月和11月抵达。
第三批13台SD70ACe/LCi（4334~4346）在2007年8月份下单，但由于Pilbara 地区需求太迫切，于是与BNSF达成协议，购买BNSF刚刚订购的10辆北美标准版SD70ACe（9166,9167和9184~9191），在BHP编号4324~4333。在协议达成的时候，这10辆车已经基本完工，喷涂了BNSF的橙色底色，再做一些其他修改使之与BHP的其他车保持一致。第5批SD70ACe（4347~4355）在2009年7月交付。
2010年下半年又交付了18辆（4356~4373），使得BHP有72辆SD70ACe型机车在役。 2012年3月份，BHP又定购了80辆。
2012年7月，西澳洲北部Pilbara的Fortescue Metals Group，接收了19辆，随后增加到21辆（701~721）

### SD70ACS
SD70ACS是4,500马力（3,400千瓦）交流传动车型的一种，用于沙漠环境下的重载货物运输。首批25辆该型车由沙特铁路公司于2009年4月份下单订购，同年下半年在加拿大安大略省伦敦工厂装配。该车型的特殊功能包括脉冲过滤系统，可移动的沙铲，EM2000控制系统和FIRE显示系统。
茅利塔尼亚（Mauritania）的Société Nationale Industrielle et Minière在2010年10月份下单定购了6辆SD70ACS。
阿联酋的Etihad Rail于2011年7月份下单订购了7辆SD70ACS，并于2012年交付。

### SD70ACe-BB
SD70ACe-BB是EMD于2015年10月推出的专为巴西窄轨铁路设计的车型。

### SD70ACe/45
为开拓巴西市场，EMD在巴西 Minas Gerais州Sete Lagoas的工厂制造SD70ACe/45。与北美SD70ACe不同的是，SD70ACe/45因为使用的是加拿大伦敦厂生产的SD80ACe相同的车体，所以车架更长（76尺6寸），散热器有3个风扇。该型用于1,600mm轨距，生产了80辆。

### SD70ACU
SD70ACU最初由EMD建造，之后由诺福克南方铁路改装。它们原本是SD90MAC（或者是著名的SD9043MAC），改装后更新电气元件，将驾驶室更换为符合当时安全要求的Phase-2驾驶室。这些车与SD70ACe很像，不同的是车体主体部分仍然是SD90MAC的特征。它们也有最新的符合FRA防撞标准的EMD驾驶室，还有Ultra Cab II，机车速度限制（LSL）以及驾驶室信号。诺福克南方铁路购买的110俩车中的100辆，以前是联合太平洋的SD9043MAC，剩下10辆是用MP15DC与Cit Group交换得来。诺福克南方铁路所有的SD9043MAC全部在Pennsylvania州Altoona的车间进行改装，进度较慢。介质2018年7月15日，已完成100辆SD70ACU，并投入运用。

## 用户

### 北美

#### ArcelorMittal, 由Cartier Railway运营
5台SD70ACe 车号 9001-9005. 2913年5月交付。

#### 阿拉斯加铁路Alaska Railroad
28台SD70MAC，车号4001~4106,4317~4328。4317~4328是阔口散热器，满足Tier1排放，并且加装了用于客运列车机车供电的发电机。

#### Arkansas and Missouri Railroad
3台 SD70ACe，车号 70-72. 这些车以前是EMDX 1201-1203。

#### BNSF
786台SD70MAC，车号8800~8989,9400~9499,9504~9999。其中8879遭遇事故后报废。 9400~9716层属于Burlington Northern，BNSF的前身之一。 9400~9579为非隔离驾驶室，9580~9716是隔离驾驶室，部分9500系列MAC机车在2017年卖给PRLX
640台SD70ACe，车号8400~8499,8520~8599,8749~8799,8900~9158,9160~9399 。 9158遭遇事故受损，修复后车号改为8749.
20台SD70ACe-P4's, 车号8500~8519.
2台SD70ACeP4-T4 , EMDX 1603 和 1604。这两辆车仍然在进行BNSF的路试。

#### 加拿大国家铁路Canadian National Railway
26台 SD70I，车号5600~5625。
190台 SD70M-2，车号8000~8024，8800~8964。全部配备Distributed Power operation。
4台 SD70ACe-P6，车号8100~8103，这4台车曾经是EMDX 1206, 1208~1210，也全部配备Distributed Power operation。

#### CIT Group
3台 SD70M-2，车号140~142，以前全是EMD的演示车。

#### CSX Transportation
25台 SD70M，车号4675~4699，以前全部是EMD的演示车。
原本有220台SD70MAC，车号4500~4589，4701~4830。4575~4589来自Conrail。 16台SD70MAC (4501~4506, 4510~4512, 4516~4520, 4522 和4523) 卖给Four Rivers Transportation, 给了the Paducah & Louisville Railway 和它的子公司the Evansville Western Railway (车号EVWR 4517, 4519 和4520). PAL 将3台SD70MACs 装扮了特别涂装，一台是Kentucky大学的蓝色与白色，纪念学校2012年NCAA篮球锦标赛(车号PAL 2012,以前的4505)第二辆车是Louisville大学的红色与白色，纪念2013年NCAA篮球锦标赛（车号PAL 2013，以前的4506）第三台车，车号PAL 4522，也是Kentucky大学的蓝色与白色，纪念所有8项英国冠军赛。这3辆车在肯塔基州的Paducah与Louisville之间担任一般货运任务。
20辆 SD70ACe车号4831~4850。4839因发电机故障退役，其他全部在2017年退役，卖给了Progress Rail (PRLX)， 4834在2018年4月份被喷上了C&O标志.

#### Electro-Motive Diesel Leasing
3台SD70ACe，车号1207, 2012,4223，1207是SD70ACe-P4.
1台SD70ACe-T4，车号1501

#### Ferromex
97台SD70ACe，车号4000~4096
34台SD70ACe，车号4100~4133，2015年制造。这些机车不满足Tier4排放，所以仅限于墨西哥境内运行。 4119~4133被分配给Ferrosur，实验性的在散热器上方进气道加装了金属罩，被称为大象耳朵，用于通过隧道的时候增强散热放置柴油机高温

#### Florida East Coast Railway
8台SD70M-2，车号100~107，这8台机车已在2015年初全部返还给出租方。以前FEC的100和102现在是Providence and Worcester Railroad 的4301 和 4302。 FEC的 101 和 103 现在是 Vermont Railway 的431和432。

#### Illinois Central Railroad
40台SD70，车号1000–1039，其中1006, 1013, 1014 和 1023 遭遇事故受损，已退役。

#### Kansas City Southern Railway
75台SD70MAC，车号3900~3902, 3904~3905, 3907, 3910~3916, 3918, 3920~3921, 3924~3926, 3928~3930, 3932, 3934~3935, 3937~3938, 3941~3942, 3944, 3946~3948, 3951, 3953, 3955, 3957, 3961~3964, 3966~3968, 3970, 3972~3973。这些车以前全部是Transportación Ferroviaria Mexicana (TFM) 。
153台SD70ACe车号3997~4059, 4100~4129, 4140~4199， 3997~3999以前是EMD演示车。

#### Kansas City Southern de México
75台SD70ACe，车号4060~4099, 4130~4139, 4200~4224。2015年制造。这些机车不满足Tier4排放，所以仅限于墨西哥境内运行。
Luminant (以前是Texas Utitilies Generating Co.,TUGX)
2台SD70ACe，车号5308 & 5309。以前分别是EMDX 1204 和 1205。

#### Montana Rail Link
25台SD70ACe，车号4300–4315 ， 4400-4408.

#### 诺福克南方铁路Norfolk Southern Railway
80台SD70，车号2501~2580。其中 2557~2580来自Conrail，但按照NS标准制造。
68台SD70M，车号2581~2648。
3台SD70M，车号2797~2799。以前是New York, Susquehanna & Western 4050, 4052, 4054。接收于2014年9月份。
130台SD70M-2，车号2649~2778
175台SD70ACe，车号1000~1174。其中1065~1074装扮了特别的历史“遗产”涂装，以纪念诺福克南方铁路的主要前身公司。
100台(最终110台) SD70ACU，由联合太平洋UP和CIT的SD90MAC改装而来，其他的以SD9043MAC在役或封存。

#### Providence and Worcester Railroad
2台 SD70M-2，车号4301 和 4302. 详见 Florida East Coast部分

#### Quebec North Shore and Labrador Railway
23台SD70ACe，车号501~523。其中501~507 于2009年11月制造；508~513于2011年8月份制造； 514~523于2012年11月制造。

#### Tacoma Rail
2台SD70ACe-P4，车号7001 和 7002。以前分别是EMDX 1211 和 1212。

#### 联合太平洋铁路Union Pacific Railroad
1,452台SD70M，车号2001~2002, 3778~3984, 3986~4140, 4142~4689, 4692~5231 (其中 2001~2002以前是4690~4691, 3778以前是4141，3985被蒸汽机车3985占用)。 4014 和 4884有幸护送联合太平洋的4-8-8-4“大男孩”蒸汽机车到 Cheyenne进行修复，并最终重返机车名录。为避免混淆，“大男孩”重新编号为UPP4014。 4545, 4687, 4811, 4855, 4929 遭遇事故损坏退役。 3974~3984 和 3986~3999以前是南太平洋铁路Southern Pacific的 9800~9824。
518辆SD70ACe，车号1982, 1983, 1988, 1989, 1995, 1996, 4141, 8309~8378, 8380~8382, 8384~8395, 8397~8422, 8424~8823。其中19xx系列为联合太平洋的“遗产车队Heritage Fleet”：1982（以前是8379）装扮"Missouri Pacific Proud Heritage"涂装；1983（以前是8383）装扮"Western Pacific Proud Heritage"涂装；1988（以前是8396）装扮"Missouri-Kansas-Texas Proud Heritage"；1989 (以前是8521 ，第一台) 装扮"Denver & Rio Grande Western Proud Heritage"涂装；1995 (以前是8522第一辆)装扮"Chicago & North Western Proud Heritage" 涂装；1996 (以前是8523第一辆)装扮"Southern Pacific Proud Heritage"涂装，这辆车也是将“大男孩”从加州Pomona存放点拖出来的那辆机车； 4141(以前是8423)装扮"George Bush 41st President"涂装。 8521~8523重新分配给后来的新车。 2014年和2016年新造的273台新的ACe，车号8824~9096，这些车在联合太平洋的系统中被标识为SD870AH，因为加重到428,000磅，原版是420,000磅。 8824~8996 在2014年制造，Tier 4 信用的8997~9096于2016年建造。 1943 (9以前是026)装扮了特别涂装，纪念美国军队 。
100台SD70ACe-T4，车号3000~3099。在完成其他测试之后，这些EMDX样车1502~1505, 1601, 1602, 和1605~1610将成为联合太平洋3000~3011。3012~3099将是该车型的首批量产。 Progress Rail Services 将保留EMDX 1501作为测试平台。 EMDX 1603和1604 是"P4"型，用于 BNSF.

#### Vermont Railway
2台SD70M-2，车号 431 和 432，详见Florida East Coast部分。

### 国际

#### BHP Billiton，澳大利亚
19台SD70ACe，车号4324~4333， 4347~4355。其中 4324~4333 最初是为 BNSF 制造，然后在生产线上被 BHP Billiton买走。
173辆SD70ACe/LCi，车号4300~4323, 4334~4346，4356~4491。

#### Etihad Railway，阿联酋
订购了7台 SD70ACS

#### Ferrominera Orinoco，委内瑞拉
6台SD70M，车号1052-1057

#### Fortescue Metals Group，澳大利亚
21台SD70ACe/LCi，车号701-721

#### Mauritania Railway，茅利塔尼亚
订购6台SD70ACS

#### Saudi Railway Company，沙特阿拉伯
25台SD70ACS

#### Southern Peru Copper Corp. ，秘鲁
2台SD70，车号60 和 61。1999年4月装配，是EMD生产的最后两台"spartan"驾驶室车型。附加在Illinois Central的SD70 1020~1039的订单上一起生产，按照Illinois Central的标准制造。

#### Carajás Railroad (EFC) - Companhia Vale do Rio Doce，巴西
55台SD70M，车号701~755,1,600 mm (5 ft 3 in)宽轨。
27台SD70AC，车号不详,1,600 mm (5 ft 3 in)宽轨。

#### América Latina Logística, 现在是 Rumo Logística，巴西
7台 SD70ACe/45，车号618~624,1,600 mm (5 ft 3 in)宽轨。

#### Eldorado Brasil，巴西
21台SD70ACe/45，车号9553~9573,车号618~624,1,600 mm (5 ft 3 in)宽轨, América Latina Logística运营.

#### Valor da Logística Integrada，巴西
62台SD70ACeBB，车号8332~8393, 1,000 mm (3 ft 3 3?8 in)窄轨, Ferrovia Centro-Atlantica的线路上运行。 2017年上半年应该会交付16台。
52台SD70ACe/45，车号不详,1,600 mm (5 ft 3 in)宽轨, Ferrovia Centro-Atlantica和Ferrovia Norte-Sul的线路上运行。

#### Demonstrator manufactured in Brazil，巴西
3台SD70ACe，车号7044~7046,1,600 mm (5 ft 3 in)宽轨
2台SD70ACeBB，车号8795~8796,1,000 mm (3 ft 3 3?8 in)窄轨